# Pesti Hírlap könyvek
A Pesti Hírlap könyvek a Légrády Testvérek kiadásában 1927–1942 között megjelent könyvsorozat, amelyben neves hazai és külföldi szerzők bűnügyi, vadnyugati és egyéb kalandregényei jelentek meg hetente, vasárnaponként. (A Légrády testvérek tulajdonában volt a Pesti Hírlap című napilap valamint a nyomda is.)
Keretében 557 regény (732 kötetben) jelent meg. A hosszabb műveket két kötetben, két regényt pedig négy kötetben adtak ki. A több kötetes regények kötetei külön sorszámot kaptak és a részek egymást követő héten jelentek meg.
A sorozat szerkesztője Márkus Miksa volt.

## Jellegzetességei
A kötetek a műfajnál a korban megszokott rajzos két szín (fekete és piros) nyomásos puhatáblás borítóval jelentek meg. Alul  fekete sávon PESTI HIRLAP KÖNYVEK felirat. Ára álló ovális keretben 24 majd 28 fillér. Jellemzően 15 cm × 11 cm méretben, eleinte 256 oldal terjedelemben adták ki. Később az oldalszám csökkent, míg a világháborús papírhiány miatt már csak 80 oldalon jelentek meg.

## A szerzők
A sorozatban a kor olyan neves szerzőinek művei jelentek meg mint például P. G. Wodehouse, Agatha Christie, a már akkoriban is klasszikusnak tekintett szerzők mellett mint Walter Scott, Sir Arthur Conan Doyle, Edgar Wallace vagy H. Rider Haggard. Utolsó, 731-732. dupla számában pedig Erle Stanley Gardner Nőrablással kezdődik című regényével Charles J. Kenny álnéven mutatkozott be a sorozatban.
Legtöbb műve Frederick Schiller Faustnak jelent meg legnépszerűbb, Max Brand írói álnevén.
A magyarok között más ponyvasorozatokból is ismerős szerzők, mint Leleszy Béla, Forró Pál, Barsi Ödön E. A. Rodriguez illetve Aszlányi Károly Kirk van Hossum álnevén. Hamvas H. Sándor Anthony Aldan, Magyar Tibor Hugh Percy álnéven, T. Thury Zoltán G. Th. Harring, Komáromi Zoltán Z. I. Maxbell illetve Charles Potte álnéven, Moly Tamás, mint Clement Roy. A klasszikusnak számító báró Orczy Emma két, eredetileg angolul megjelent regénye.
A fordítók között olyan nevekkel találkozhatunk mint például Kosáryné Réz Lola, Gáspár Margit, Forró Pál, dr. Balogh Barna.

## A sorozatban megjelent művek
Online: A linkre kattintva az Országos Széchényi Könyvtár (OSZK) Elektronikus Könyvtárában (MEK) elolvasható, letölthető (meghallgatható) példányok:
- EK – E-könyvek a sorozat eredeti számából digitalizált szövege különféle formátumokban (általában az eredeti oldalainak fotózott példánya is).

A lista átrendezhető a fejlécben látható nyilak segítségével, például cím vagy írók neve szerint.
| Szám      | Év        | Író                              | Írói név, álnév, névváltozat | Cím (eredeti cím); fordító                                                                                | Oldal      | Megjegyzés                             |
| --------- | --------- | -------------------------------- | ---------------------------- | --- | ---------- | -------------------------------------- |
| 1.        | 1927      | Hervey, Harry                    |                              | A fekete papagáj (The black parrot); fordította: Forró Pál                                                | 256        |                                        |
| 2.        | 1928      | Haggard, H. Rider                |                              | A vándor nyaklánca; fordította: Margittai Szaniszlóné                                                     | 256        |                                        |
| 3.        | 1928      | Wodehouse, P. G.                 |                              | Nimród leánya; fordította: Dobosi Pécsi Mária                                                             | 256        |                                        |
| 4.        | 1928      | Oppenheim, Edward Phillips       | Oppenheim, Phillips          | A tizennégyes – Mr. Cray kalandjai; fordította: Vécsey Leó                                                | 256        |                                        |
| 5.        | 1928      | Zobeltitz, Fedor von             |                              | Ketten a napsütésben; fordította: Forró Pál                                                               | 256        | romantikus, borító: Végh Gusztáv       |
| 6.        | 1928      | Dobosi Pécsi Mária               |                              | Csodálatos bábu                                                                                           | 256        |                                        |
| 7.        | 1928      | Evarts, Hal George               | Evarts, H. G.                | Villám – egy farkaskutya regénye (Wolf dog); fordította: Sebestyén Ede                                    | 256        |                                        |
| 8-9.      | 1928      | Stratton-Porter, Gene            | Stratton-Porter, G.          | Az erdők lordja I-II.; Süle Antal                                                                         |            |                                        |
| 10.       | 1928      | Féval, Paul Henri                | Féval, Paul                  | A púpos lovag (Le bossu); fordította: Dobosi Pécsi Mária                                                  | 256        | EK kaland, borító                      |
| 11.       | 1928      | Goodchild, George                |                              | Két tűz között; fordította: Sz. Gyömrői Boriska (Szirmai Józsefné)                                        | 256        |                                        |
| 12.       | 1928      | Heller, Frank                    |                              | Odysseus Párizsban; fordította: Fóthy János                                                               | 256        | vidám                                  |
| 13.       | 1928      | Elvestad, Christofer Svendsen    | Elvestad, Sven               | Lizzie; fordította: Ottlik Pálma                                                                          | 256        |                                        |
| 14.       | 1928      | Lovik Károly                     |                              | Az arany polgár                                                                                           | 256        | EK                                     |
| 15.       | 1928      | Wodehouse, P. G.                 |                              | Barátom, az életművész – egy vidám fickó kalandjai; fordította: Balogh Barna                              | 255        | vidám                                  |
| 16.       | 1928      | Aragón, Jesús de                 | Aragon, Jesus de             | A levegő kalózai – kalandos regény; fordította: Balogh Barna                                              | 256        | kaland                                 |
| 17.       | 1928      | Oppenheim, Edward Phillips       | Oppenheim, E. Ph.            | Bekvando aranya                                                                                           | 256        |                                        |
| 18-19.    | 1928      | Doyle, Arthur Conan              | Doyle, A. Conan              | A fehér csapat I-II.; fordította: Früchtl Ede                                                             | 512        | kaland                                 |
| 20.       | 1928      | Oldfield, Peter                  |                              | A titkos szerződés – népszövetségi regény; fordította: Sebestyén Ede                                      | 256        |                                        |
| 21.       | 1928      | Aubry, Octave                    |                              | Három dáma; fordította: Szentgyörgyi Ferenc                                                               | 256        |                                        |
| 22.       | 1928      | Kastein, Josef                   |                              | A kincs nyomában; fordította: Sas Ede                                                                     | 256        |                                        |
| 23.       | 1928      | Fodor László                     |                              | Csók a tükör előtt                                                                                        | 255        |                                        |
| 24.       | 1928      | Perutz, Leo                      |                              | Bolibár márki (Der Marques de Bolibar); fordította: Molnár Antal                                          | 256        |                                        |
| 25.       | 1928      | Crawford, Francis Marion         | Crawford, F. Marion          | Kelet fia (Mr. Isaacs); fordította: Martos Szilárdka                                                      | 256        |                                        |
| 26.       | 1928      | Armandy, André                   |                              | A korállsziget; fordította: Balogh Barna                                                                  | 256        | kaland                                 |
| 27.       | 1928      | Serner, Martin Gunnar            | Heller, Frank                | Marco Polo milliói (Marco Polo millioner); fordította: Balogh Barna                                       | 256        | kaland                                 |
| 28.       | 1928      | Segercrantz, Gösta               |                              | A Riviera csodadoktora; fordította: Gáspár Miklós (Gáspár Margit álneve)                                  | 256        | orvosi, borító: Pálla Jenő             |
| 29.       | 1928      | Féval, Paul Henri                | Féval, Paul                  | Az óriások brigádja (Le régiment des géants); fordította: Dánielné Lengyel Laura                          | 256        |                                        |
| 30.       | 1928      | Millin, Sarah Gertrud            |                              | Isten mostoha gyermekei; fordította: Benda Jenő                                                           | 256        |                                        |
| 31.       | 1928      | Marryat, Frederick               | Marryat kapitány             | Az óceán kalandorai – egy kalóztiszt naplójából (The pirate); fordította: Sebestyén Ede                   | 256        | kaland                                 |
| 32.       | 1928      | Aragón, Jesús de                 | Aragon, Jesus de             | A Déli Sark titka; fordította: Balogh Barna                                                               | 256        | kaland                                 |
| 33-34.    | 1928      | Hervey, Harry                    |                              | Karavánok az éjszakában I-II.; fordította: Süle Antal                                                     | 362        |                                        |
| 35.       | 1928      | Curwood, James Oliver            |                              | A fekete vadász (The black hunter); fordította: Margittai Szaniszlóné                                     | 256        | kaland                                 |
| 36.       | 1928      | Lenglen, Suzanne                 |                              | Sport és szerelem; fordította: Gáspár Miklós (Gáspár Margit álneve)                                       | 256        | romantikus, borító: Pálla Jenő         |
| 37.       | 1928      | Féval, Paul Henri                | Féval, Paul                  | Az égbolt lovagjai (Les fanfarons du roi); fordította: Forró Pál                                          | 256        | EK                                     |
| 38.       | 1928      | Szekula Jenő                     |                              | Éden a pokol fölött                                                                                       | 256        |                                        |
| 39-40.    | 1928      | Brandon, John Gordon             | Brandon, John G.             | X. Y. Z. – egy apróhirdetés bonyodalmai I-II.; fordította: Forró Pál                                      | 256, 256   |                                        |
| 41.       | 1928      | Segercrantz, Gösta               |                              | Őfensége kémkedik; fordította: Faragó Jenő                                                                | 256        | kémtörténet                            |
| 42.       | 1928      | Goodchild, George                |                              | Magas tölgyek; fordította: Lovik Károly                                                                   | 256        |                                        |
| 43.       | 1928      | Le Queux, William                |                              | A láthatatlan kéz                                                                                         | 256        |                                        |
| 44.       | 1928      | Marsh, Richárd                   |                              | Sötét hatalom; fordította: S. A. (Süle Antal szignója)                                                    | 256        |                                        |
| 45.       | 1928      | Wodehouse, P. G.                 |                              | Betty és a herceg; fordította: Süle Antal                                                                 | 256        |                                        |
| 46.       | 1928      | Vicenti, G. J.                   | Vicenti, G. Y.               | Asszony vagy kisasszony                                                                                   | 256        | vidám                                  |
| 47.       | 1928      | Mervin, Samuel                   | Mervin, Sam.                 | Hui-Fei hercegnő csodálatos kalandjai; fordította: R. M. (Radnai Márta szignója)                          | 256        |                                        |
| 48.       | 1928      | Heller, Frank                    |                              | Kalandos vakáció; fordította: Bartoss Károly                                                              | 256        |                                        |
| 49.       | 1928      | Forró Pál                        |                              | Ha mindenki megszépülne                                                                                   | 256        | EK                                     |
| 50.       | 1928      | Billotey, Pierre                 |                              | A lélekrabló (Rien, que la chair); fordította: Fóthy János                                                | 255        |                                        |
| 51-52.    | 1928      | Marryat, Frederick               | Marryat kapitány             | Versely lord titka vagy Percival tengerész csínytevései és hőstettei I-II.; fordította: Sebestyén Ede     | 512        | kaland                                 |
| 53.       | 1928      | Wodehouse, P. G.                 |                              | Talált pénz; fordította: Balogh Barna                                                                     | 256        | vidám                                  |
| 54.       | 1928      | Faust, Frederick Schiller        | Brand, Max                   | A párduckölyök (The untamed); fordította: Gaál Andor                                                      | 256        | EK                                     |
| 55.       | 1928      | Segercrantz, Gösta               |                              | Nachtvogel báró főnyereménye; fordította: Giczey Györgyné                                                 | 256        |                                        |
| 56.       | 1928      | Zsoldos László                   |                              | Három királyok                                                                                            | 256        |                                        |
| 57.       | 1929      | Walsh, James Morgan              | Walsh, J. M.                 | A fehér álarc; fordította: ifj. Kertész Árpád                                                             | 256        |                                        |
| 58.       | 1929      | McNeile, H. C.                   | Sapper                       | Bulldog Drummond; fordította: Margittai Szaniszlóné                                                       | 256        |                                        |
| 59-60.    | 1929      | Faust, Frederick Schiller        | Brand, Max                   | A vörös sólyom I-II.; fordította: Gáspár Miklós (Gáspár Margit álneve)                                    |            |                                        |
| 61.       | 1929      | MacArthur Jenkinson, W.          |                              | Versenyfutás egy trónért; fordította: Gáspár Artur                                                        | 256        |                                        |
| 62.       | 1929      | Ivans, J. W.                     |                              | Titkos küldetés; fordította: Balogh Barna                                                                 | 256        |                                        |
| 63.       | 1929      | McNeile, H. C.                   | Sapper                       | Gyémántkirályok összeesküvése; fordította: Margittai Szaniszlóné                                          | 256        |                                        |
| 64.       | 1929      | Csermely Gyula                   |                              | Bakunin könyve                                                                                            | 256        |                                        |
| 65.       | 1929      | Faust, Frederick Schiller        | Brand, Max                   | Az ember, a ló és a kutya; fordította: Faragó Sándor                                                      | 256        |                                        |
| 66-67.    | 1929      | Thayer, Lee                      |                              | A legsötétebb árnyék I-II.; fordította: Lovik Károly                                                      |            |                                        |
| 68.       | 1929      | Walsh, James Morgan              | Walsh, J. M.                 | A bíbor pecsét; fordította: Telkes Ernő                                                                   | 256        |                                        |
| 69.       | 1929      | McNeile, H. C.                   | Sapper                       | Bulldog Drummond leszámolása; fordította: György Tamás                                                    | 256        |                                        |
| 70.       | 1929      | Faust, Frederick Schiller        | Brand, Max                   | Ki lesz a hetedik?; fordította: Gáspár Miklós (Gáspár Margit álneve)                                      | 256        |                                        |
| 71.       | 1929      | Orczy Emma                       |                              | A rejtélyes sarok; fordította: Benedek Géza                                                               | 256        |                                        |
| 72-73.    | 1929      | Marryat, Frederick               | Marryat kapitány             | Simple Péter, a kis lord I-II.; fordította: Sebestyén Ede                                                 | 511        | kaland, borító Byss Róbert             |
| 74.       | 1929      | Kiszely Gyula                    |                              | Buddha szent foga                                                                                         | 256        |                                        |
| 75.       | 1929      | Eijsselsteijn, Ben van           | Eijsselsteijn?               | December 13-ának titka; fordította: Horváth Józsefné                                                      | 256        |                                        |
| 76.       | 1929      | Quiller-Couch, Arthur Sir        | Quiller-Couch                | Méregsziget; fordította: Margittai Szaniszlóné (A fordító nem lett feltüntetve.)                          | 256        |                                        |
| 77.       | 1929      | Wodehouse, P. G.                 |                              | A bajbajutott várkisasszony; fordította: Margittai Szaniszlóné                                            | 256        |                                        |
| 78.       | 1929      | Klein, Ernst                     |                              | Aki a gyilkosát keresi; fordította: M. T. (Moly Tamás szignója)                                           | 256        |                                        |
| 79-80.    | 1929      | Scott, Walter                    |                              | A titkos házasság I-II. (Kenilworth); fordította: Forró Pál                                               |            |                                        |
| 81.       | 1929      | Walsh, James Morgan              | Walsh, J. M.                 | A zöld bálvány; fordította: S. A. (Süle Antal szignója)                                                   | 256        |                                        |
| 82.       | 1929      | Szekula Jenő                     |                              | Négy asszony bolondja                                                                                     | 250        |                                        |
| 83.       | 1929      | Orczy Emma                       | Barston, Mrs. Motagu         | Jim úrfi; fordította: ifj. Kendi Finály István                                                            | 256        |                                        |
| 84.       | 1929      | Fletcher, Joseph Smith           |                              | A kínai váza (The Kang-He vase); fordította: Goerl István                                                 | 256        |                                        |
| 85.       | 1929      | Wadsley, Olive                   |                              | Szerelem és háború; fordította: K. R. L. (Kosáryné Réz Lola szignója)                                     | 256        | romantikus                             |
| 86-87.    | 1929      | Bulwer-Lytton, Edward            | Bulwer, Lord                 | Pompeji utolsó napjai I-II.; fordította: Sebestyén Ede, a költeményeket: Fóthy János                      | 512        | borító és ill.: Kerpely Brunó          |
| 88.       | 1929      | Salvaneschi, Nino                |                              | Az éjszaka virága (Il fiore della notte); fordította: Gáspár Miklós (Gáspár Margit álneve)                | 256        |                                        |
| 89.       | 1929      | Stacpoole, Henry de Vere         | H. de Vere Stackpole         | Az eltűnt férj; fordította: György Tamás                                                                  | 255        |                                        |
| 90.       | 1929      | Brandon, John Gordon             | Brandon, John G.             | Vörös oltárok (Red altars); fordította: Süle Antal                                                        | 255        |                                        |
| 91.       | 1929      |                                  |                              | |            |                                        |
| 92-93.    | 1929      | Gautier, Théophile               |                              | Fracasse kapitány I-II.; fordította: Balogh Barna                                                         |            |                                        |
| 94.       | 1929      | Browne, Kenneth Robert Gordon    | Browne, K. R. G.             | A délvidéki lány; fordította: Hodorovits Ferenc                                                           | 255        |                                        |
| 95.       | 1929      | Birmingham, George A.            |                              | A szökevények; fordította: Margittai Szaniszlóné                                                          | 255        |                                        |
| 96.       | 1929      | Farjeon, Joseph Jefferson        | Farjeon, J.                  | Gonosztevők árnyéka; fordította: Süle Antal                                                               | 224        |                                        |
| 97.       | 1929      | Agraives, Jean d'                |                              | A tengernagy keresztfia; fordította: Giczey Györgyné                                                      | 224        |                                        |
| 98-99.    | 1929      | Footner, Hulbert                 | Footner, Holbert             | A düledező ház I-II. (Ramschacle house); fordította: Vándor Iván                                          | 445        |                                        |
| 100.      | 1929      | Harsányi Zsolt                   |                              | Rozmaring                                                                                                 | 224        | EK                                     |
| 101.      | 1928      | Segercrantz, Gösta               |                              | Lord Hunter, a hazárdjátékos; fordította: Forró Pál                                                       | 223        |                                        |
| 102-103.  | 1929      | Laurence, John                   |                              | A Ryeburn Manor rejtélye I-II.; fordította: Kertész Árpád                                                 |            |                                        |
| 104.      | 1929      | Level, Maurice – Prudhomme, Jean |                              | A bellavistai rejtély; fordította: Speneder Andor (=Solt Andor, (1904-1978)???)                           | 222        |                                        |
| 105.      | 1929      | Wodehouse, P. G.                 |                              | Utazás az após körül (Indiscretions of Archie); fordította: Balogh Barna                                  | 220        | vidám                                  |
| 106-107.  | 1929      | Faust, Frederick Schiller        | Brand, Max                   | Hajtóvadászat I-II. (His third master); fordította: Gáspár Margit                                         |            |                                        |
| 108.      | 1930      | Level, Maurice-Prudhomme, Jean   |                              | Titokkereskedő; fordította: Benda Jenő                                                                    | 223        |                                        |
| 109.      | 1930      | Szekula Jenő                     |                              | A hét kun                                                                                                 | 223        |                                        |
| 110.      | 1930      | Milanesi, Guido                  |                              | A fáraók leánya; fordította: Gáspár Miklós (Gáspár Margit álneve)                                         | 222        |                                        |
| 113.      | 1930      | Wenden, Henry                    |                              | Mahatma – Indus bűnügyi regény; fordította: György Tamás                                                  | 224        | bűnügyi                                |
| 114.      | 1930      | Armandy, André                   |                              | Hajósbecsület; fordította: Balogh Barna                                                                   | 223        |                                        |
| 115.      | 1930      | Koós Dezső                       |                              | A Napváros titka                                                                                          | 224        | kaland                                 |
| 116-117.  | 1930      | Chambers, Whitman E.             |                              | Bányaharc – Történet a Nyugatról I-II.; fordította: Fekete Oszkár                                         | 217, 223   | vadnyugati, borító: Pérely Imre        |
| 118.      | 1930      | Brett-Young, Francis             |                              | A zátony; fordította: Telkes Ernő                                                                         | 224        |                                        |
| 119.      | 1930      | Brandon, John Gordon             | Brandon, John G.             | Kokaincsempészek (Nighthawks!); fordította: Fülöp Zsigmond                                                | 223        |                                        |
| 120.      | 1930      | K. Reutter Sándor                |                              | A zöldszemű szörny                                                                                        | 222        |                                        |
| 121-122.  | 1930      | Footner, Hulbert                 |                              | Ketten a vadonban I-II. (Two on the trail); fordította: Gaál Andor                                        |            |                                        |
| 123.      | 1930      | Aubry, Octave                    |                              | A császár első szerelme (Le roman dans l' histoire); fordította: Szentgyörgyi Ferenc                      | 224        | történelmi                             |
| 124.      | 1930      | Scott, Reginald Thomas Maitland  | Scott, R. T. M.              | A fekete mágus (The black magician); fordította: Hodorovits Ferenc                                        | 224        | bűnügyi                                |
| 125-126.  | 1930      | Galopin, Arnould                 |                              | A milliomos titka – egy betörő emlékiratai I-II.; fordította: Halasi Annie (Fischer Annie???)             | 445        | Borító Pérely Imre                     |
| 127.      | 1930      | Hoyle, Trevor                    |                              | Szerelmesek útja; fordította: Balogh Barna                                                                | 224        | romantikus, borító Vámosi Saáry Gyula  |
| 128.      | 1930      | Christie, Agatha                 |                              | A „Négyek Társasága” (The big four); fordította: Balogh Barna                                             | 224        | bűnügyi                                |
| 129-130.  | 1930      | Scott, Walter                    |                              | Mid-Lothian szíve I-II.; fordította: Sebestyén Ede (Goerl István???)                                      |            |                                        |
| 131.      | 1930      | Kertész Mihály                   |                              | Kiket az Isten egymásnak teremtett (egy farsangi éj története)                                            | 224        |                                        |
| 132.      | 1930      | Simpson, Robert                  |                              | A berlini csapda; fordította: Telkes Ernő                                                                 | 223        |                                        |
| 133-134.  | 1930      | Marryat, Frederick               | Marryat kapitány             | Egyenlőség Jack I-II.; fordította: Margittai Szaniszlóné                                                  |            | kaland, borító Pérely Imre             |
| 135.      | 1930      | Binns, Ottwell                   |                              | S. 0. S.!!! (Mentsétek meg lelkeinket!!!); fordította: György Tamás                                       | 223        |                                        |
| 136.      | 1930      | Oppenheim, Edward Phillips       | Oppenheim, E. Philips        | Az ártatlanok társasága (Madame and her twelve virgins); fordította: Süle Antal                           | 222        |                                        |
| 137-138.  | 1930      | Faust, Frederick Schiller        | Brand, Max                   | A vadon fia – pillarhegy I-II.; fordította: Váradi Ilona                                                  |            |                                        |
| 139.      | 1930      | Forbes, Rosita                   |                              | Szemet szemért! (Account rendered); fordította: Gáspár Miklós (Gáspár Margit álneve)                      | 224        |                                        |
| 140.      | 1930      | Csermely Gyula                   |                              | A férfibecsület útján                                                                                     | 224        |                                        |
| 141-142.  | 1930      | Gallet, Louis                    |                              | Sátán kapitány I-II.; fordította: Sebestyén Ede                                                           |            |                                        |
| 143.      | 1930      | Caryer, Nellie                   |                              | Pipacsvirág (Elizabeth of Huff); fordította: Balogh Barna                                                 | 223        |                                        |
| 144.      | 1930      | Chambers, Whitman E.             |                              | Ármányok partja; fordította: Süle Antal                                                                   | 224        |                                        |
| 145-146.  | 1930      | Footner, Hulbert                 |                              | Bűnösök világa I-II.; fordította: Süle Antal                                                              |            |                                        |
| 147.      | 1930      | Tuttle, W. C.                    |                              | Hashknife, aki mindenkin segít; fordította: Ifj. Kertész Árpád                                            | 224        | vadnyugati, borító Gergely Imre        |
| 148.      | 1930      | Kiszely Gyula                    |                              | Szerencse-állat                                                                                           | 224        |                                        |
| 149-150.  | 1930      | Harte, Bret                      |                              | Az ezüst pokol I-II.; fordította: Sebestyén Ede                                                           | 223, 222   |                                        |
| 151.      | 1930      | Binns, Ottwell                   |                              | A végzet szava                                                                                            | 222        |                                        |
| 152.      | 1930      | Dalton, Moray                    |                              | A Zöld Pierrot                                                                                            |            |                                        |
| 153-154.  | 1930      | Oppenheim, Edward Phillips       | Oppenheim, E. Phillips       | A halálos sárga fény I-II.; fordította: Halasi Andor                                                      |            |                                        |
| 155.      | 1930      | Forró Pál                        |                              | A lord titkárnője                                                                                         | 223        |                                        |
| 156.      | 1930      | Rameau, Jean                     |                              | Egy költő kalandjai; fordította: Kosáryné Réz Lola                                                        | 224        |                                        |
| 157.      | 1930      | Ballario, P.                     |                              | A felhők asszonya (Io t'insegno l'amore); fordította: Gáspár Miklós (Gáspár Margit álneve)                | 224        |                                        |
| 158.      | 1930      | Vicenti, G. J                    |                              | Aki mer, az nyer!?                                                                                        | 224        | vidám                                  |
| 159.      | 1930      | Pásztor József                   |                              | Gombház                                                                                                   | 224        |                                        |
| 160.      | 1931      | Faust, Frederick Schiller        | Brand, Max                   | Pepilló; fordította: Faragó Jenő                                                                          | 224        |                                        |
| 161.      | 1931      | Monti, Alessandro Augusto        |                              | Tarigo a kalandok hőse (L' avventura di Luchino Tarigo); fordította: Gáspár Miklós (Gáspár Margit álneve) | 223        |                                        |
| 162.      | 1931      | Wodehouse, P. G.                 |                              | Hódító Bill; fordította: Goerl István                                                                     | 224        |                                        |
| 163.      | 1931      | Haycox, Ernest                   |                              | A puszták fia; fordította: Süle Antal                                                                     | 224        |                                        |
| 164.      | 1931      | Heller, Frank                    |                              | Lavertisse megüti a főnyereményt – Collin Fülöp újabb kalandjai; fordította: Vécsey Leó                   | 222        |                                        |
| 165.      | 1931      | Venner, Norman                   |                              | Kukukfiók őlordsága; fordította: Belényesi Várady György                                                  | 224        |                                        |
| 166.      | 1931      | Farkas Imre                      |                              | Monte-Casino                                                                                              | 224        |                                        |
| 167.      | 1931      | Axa, Rolf                        |                              | Az aranyszigetek titka                                                                                    | 224        |                                        |
| 168.      | 1931      | Mühlen-Schulte, Georg            | Mühlen-Schulte, G.           | A három kakukos óra – egy kalandos szöktetés története; fordította: Várpalánkai Klimkó Lászlóné           | 224        |                                        |
| 169.      | 1931      | Horler, Sydney                   |                              | A szárnyas titok; fordította: Margittai Szaniszlóné                                                       | 224        |                                        |
| 170.      | 1931      | Murr, Peter                      |                              | Az elrabolt menyasszony; fordította: Porzsolt Kálmán                                                      | 224        |                                        |
| 171.      | 1931      | Highman, Frank                   |                              | A furfangos Flips; fordította: Süle Antal                                                                 | 223        |                                        |
| 172-173.  | 1931      | Oppenheim, Edward Phillips       | Oppenheim, Phillips          | Harc egymillió fontért I-II.; fordította: Fülöp Zsigmond                                                  |            |                                        |
| 174.      | 1931      | Szekula Jenő                     |                              | A tűzhenger                                                                                               | 224        |                                        |
| 175.      | 1931      | McCulley, Johnston               | MacCulley, Johnston          | A pók tartozása; fordította: ifj. Kertész Árpád                                                           | 224        |                                        |
| 176.      | 1931      | Rügheimer, Joachim               |                              | Manzanillo; fordította: Ottlik Pálma                                                                      | 223        |                                        |
| 177.      | 1931      | Harich, Walter                   |                              | Edith és ők hárman; fordította: György Tamás                                                              | 224        |                                        |
| 178.      | 1931      | Vicenti, G. J                    |                              | Ne hátrálj, Charles!                                                                                      | 224        | vidám                                  |
| 179.      | 1931      | Heller, Frank                    |                              | ... és vígy minket a kisértésbe; fordította: Gáspár Miklós (Gáspár Margit álneve)                         | 224        |                                        |
| 180.      | 1931      | Lenkei Henrik                    |                              | A szépség temploma                                                                                        | 224        |                                        |
| 181-182.  | 1931      | Oppenheim, Edward Phillips       | Oppenheim, Phillips          | A kincsesház I-II.; fordította: Hodorovits Ferenc                                                         |            |                                        |
| 183.      | 1931      | Garthe, Donald                   |                              | Pat kisasszony és a repülőtiszt; fordította: Balogh Barna                                                 | 223        |                                        |
| 184-185.  | 1931      | Horler, Sydney                   |                              | A szerencse lovagja I-II.; fordította: Kisléghy Kálmán (Kislégi Nagy Dénes álneve)                        |            |                                        |
| 186.      | 1931      | Gyomlay László                   |                              | Felszállt a köd                                                                                           | 222        |                                        |
| 187.      | 1931      | Heller, Frank                    |                              | Collin úr tönkrement                                                                                      | 223        |                                        |
| 188.      | 1931      | Mulholland, Harald P.            |                              | A bagdadi tolvajok; fordította: Balogh Barna                                                              | 222        |                                        |
| 189.      | 1931      | Caine, William                   |                              | Lady Sheba, a reklámkirálynő; fordította: Telkes Ernő                                                     | 223        |                                        |
| 190.      | 1931      | Oppenheim, Edward Phillips       | Oppenheim, Phillips          | Az oroszlán és a bárány; fordította: Margittai Szaniszlóné                                                | 224        |                                        |
| 191.      | 1931      | Legény Elemér                    |                              | Krisztushordozó                                                                                           | 222        |                                        |
| 192-193.  | 1931      | Wilton, Louis                    |                              | A borzalmas szőnyeg I-II.; fordította: György Tamás                                                       | 448        | bűnügyi                                |
| 111-112.  | 1931      | Brown, Katherine Holland         |                              | Az élet vándorai I-II. – díjnyertes regény; fordította: Margittai Szaniszlóné                             | 446        | vadnyugati                             |
| 194.      | 1931      | Trail, Valentine                 |                              | Bráhma átka; fordította: Balogh Barna                                                                     | 224        |                                        |
| 195.      | 1931      | Wallace, Edgar                   |                              | A bajkeverő (The Mixer); fordította: K. R. L. (Kosáryné Réz Lola szignója szignója)                       | 223        | bűnügyi, borító Zórád Géza             |
| 196.      | 1931      | Szekula Jenő                     |                              | Tigrisfülek                                                                                               | 224        |                                        |
| 197-198.  | 1931      | Steno, Flavia                    |                              | A tenger kísértete I-II.; fordította: Gáspár Miklós (Gáspár Margit álneve)                                |            |                                        |
| 199.      | 1931      | Burry, Jack                      |                              | Hajsza a világ körül                                                                                      | 192        |                                        |
| 200.      | 1931      | Kiszely Gyula                    |                              | A brilliáns Mincsi                                                                                        | 192        |                                        |
| 201-202.  | 1931      | Varaldo, Alessandro              |                              | A láthatatlan szövetséges I-II. (Il sette bello); fordította: Gáspár Miklós (Gáspár Margit álneve)        |            |                                        |
| 203.      | 1931      | Collins, William Wilkie          | Collins, Wilkie              | A 80.000 fontos végrendelet; fordította: Sebestyén Ede                                                    | 191        |                                        |
| 204.      | 1931      | Oppenheim, Edward Phillips       | Oppenheim, Phillips          | Játék a szabadsággal; fordította: Margittai Szaniszlóné                                                   | 191        |                                        |
| 205-206.  | 1931      | Minchin, G. R. N                 |                              | Hajsza az arany után I-II.; fordította: Sebestyén Ede                                                     | 192, 192   | Borító Burián László                   |
| 207.      | 1931      | Mulholland, Harald P.            |                              | Az eltemetett város; fordította: Balogh Barna                                                             | 192        | kaland                                 |
| 208.      | 1931      | Forró Pál                        | Heath, P.                    | Selyemmámor                                                                                               | 191        |                                        |
| 209.      | 1931      | Marschalkó Lajos                 |                              | A nagy árnyék útja                                                                                        | 191        |                                        |
| 210.      | 1931      | Stone, Henry                     |                              | A Mississipi csavargói; fordította: Szekula Jenő                                                          | 192        |                                        |
| 211.      | 1931      | Oursler, Fulton                  | Abbot, Anthony               | A washington-téri nevető orvos (The Murder of Geraldine Foster, 1930); fordította: ifj. Kertész Árpád     | 192        | bűnügyi                                |
| 212.      | 1931      | Montague, Felix E.               |                              | Az acélinú betyár; fordította: Balogh Barna                                                               | 192        |                                        |
| 213.      | 1932      | Faust, Frederick Schiller        | Brand, Max                   | A titokzatos ranch; fordította: Margittai Szaniszlóné                                                     | 192        |                                        |
| 214.      | 1932      | Leleszy Béla                     | Tempest, John                | Li-Tay, az aranypillangó                                                                                  | 192        | kaland                                 |
| 215.      | 1932      | Lawin, V. S                      |                              | A könyvelő úr kalandjai                                                                                   | 191        |                                        |
| 216.      | 1932      | González, A.                     |                              | A szerelmes sejk; fordította: Balogh Barna                                                                | 192        |                                        |
| 217.      | 1932      | Dalton, Moray                    |                              | Egy borzalmas éjszaka; fordította: ifj. Kertész Árpád                                                     | 191        | bűnügyi                                |
| 218.      | 1932      | Keller, Alexander                |                              | A horgasujjú; fordította: Margittai Szaniszlóné                                                           | 191        |                                        |
| 219.      | 1932      | Csermely Gyula                   |                              | A sárosi jegenyék                                                                                         | 192        |                                        |
| 220.      | 1932      | Martet, Jean                     |                              | A hómezők virága (Marion des neiges); fordította: Gáspár Miklós (Gáspár Margit álneve)                    | 192        | romantikus, borító Burián László       |
| 221.      | 1932      | Jeanne, René-Mariel, Pierre      |                              | A kísértethajó (Le cargo de la mort); fordította: Gáspár Miklós (Gáspár Margit álneve)                    | 191        |                                        |
| 222.      | 1932      | Gonzalo, Reparaz                 |                              | A zöld pokol; fordította: Balogh Barna                                                                    | 190        |                                        |
| 223-224.  | 1932      | Wallace, Edgar                   |                              | A gyémántcsináló I-II.; fordította: Kosáryné Réz Lola                                                     |            |                                        |
| 225.      | 1932      | Hintz, Werner Erich              | Hintz, Werner E.             | A konzul leánya; fordította: György Tamás                                                                 | 190        | romantikus, borító Kürthy György       |
| 226.      | 1932      | Polgár Rezső                     |                              | Margit asszony lovagjai                                                                                   | 192        |                                        |
| 227-228.  | 1932      | Faust, Frederick Schiller        | Brand, Max                   | Fegyver és szerelem I-II.; fordította: G. Beke Margit                                                     |            | vadnyugati                             |
| 229.      | 1932      | Gielgud, Val Henry               | Gielgud, Val                 | A cári kincs; fordította: Margittai Szaniszlóné                                                           | 192        |                                        |
| 230.      | 1932      | Bérys, José de                   |                              | Szilvia két szerelme; fordította: Wiesner Juliska                                                         | 192        |                                        |
| 231-232.  | 1932      | Varaldo, Alessandro              |                              | A piros cipő I-II. (Le scarpette rosse); fordította: Gáspár Miklós (Gáspár Margit álneve)                 |            |                                        |
| 233.      | 1932      | Winchester, Clarence             |                              | A levegő királynője; fordította: Kertész Árpád                                                            | 191        |                                        |
| 234.      | 1932      | Szekula Jenő                     |                              | Az eszkimó leány                                                                                          | 190        |                                        |
| 235.      | 1932      | Klinckowström-Sadose, Agnese     | Klinckowström-Sadose, A.     | A pisztolylövés; fordította: Balogh Barna                                                                 | 192        |                                        |
| 236.      | 1932      | Baroja, Pio                      | Baroja Y Melogo, P.          | Detektív – szerelemből; fordította: Balogh Barna                                                          | 192        |                                        |
| 237-238.  | 1932      | Yonge, Charlotte Mary            | Yonge, M. Charlotte          | Galamb a sasfészekben – regényes történet a lovagkorból I-II.; fordította: Süle Antal                     |            |                                        |
| 239.      | 1932      |                                  |                              | |            |                                        |
| 240.      | 1932      | Kappler, Hans Walther            |                              | Tennisz és bumerang; fordította: Sebestyén Ede                                                            | 191        | Borító Burián László                   |
| 241.      | 1932      | Aubyn, Maurice                   |                              | A gróf pálfordulása; fordította: Giczey Györgyné                                                          | 192        |                                        |
| 242.      | 1932      | Mandel, Roberto                  |                              | A csillagok pilótái (Il volo alle stelle); fordította: Gáspár Miklós (Gáspár Margit álneve)               | 191        |                                        |
| 243.      | 1932      | Hilgendorff, Hermann             |                              | Álarc álarc ellen; fordította: Sebestyén Ede                                                              | 192        |                                        |
| 244.      | 1932      | Farjeon, Joseph Jefferson        | Farjeon, J.                  | Árnyak a tengeren; fordította: György Tamás                                                               | 192        |                                        |
| 245.      | 1932      | Surányi Miklós                   |                              | A lavina                                                                                                  | 192        |                                        |
| 246-247.  | 1932      | Steno, Flavia                    |                              | A végzetes talizmán I-II.; fordította: Gáspár Miklós (Gáspár Margit álneve)                               |            |                                        |
| 248.      | 1932      | Normand, Jean                    |                              | Az óceán gangszterei; fordította: Halasi Annie (Fischer Annie)                                            | 192        |                                        |
| 249.      | 1932      | McLaren, Jack                    |                              | Az „Ezüstharang” kapitánya; fordította: ifj. Kertész Árpád                                                | 192        | kaland, borító: Hanák József           |
| 250.      | 1932      | Hintz, Werner E.                 | Hintz, E. Werner             | Mr. Thorsten küzdelme; fordította: Várpalánkai Klimkó Lászlóné                                            | 191        |                                        |
| 251.      | 1932      | Farjeon, Joseph Jefferson        | Farjeon, J. Jefferson        | A vészfék; fordította: M. Marczali Erzsi                                                                  | 192        |                                        |
| 252.      | 1932      | Aszlányi Károly                  |                              | Haybodyt nem lehet agyonütni                                                                              | 190        | EK, vidám                              |
| 253.      | 1932      | Varien, Hans-Herbert             |                              | Túlvilági nyilak; fordította: Früchtel Ede                                                                | 192        |                                        |
| 254-255.  | 1932      | Fletcher, Joseph Smith           | Fletcher, J. S.              | A rejtélyes kínai I-II.; fordította: Fülöp Zsigmond                                                       |            |                                        |
| 256.      | 1932      | Rees, Arthur John                | Rees, Arthur J.              | Kéz a sötétben; fordította: F. J. (Fóthy János szignója)                                                  | 192        | bűnügyi                                |
| 257.      | 1932      | Havas Zsigmond                   | Walls, Spencer               | A tízfejű sárkány                                                                                         | 192        |                                        |
| 258-259.  | 1932      | Faust, Frederick Schiller        | Brand, Max                   | Völgyi keselyűk I-II.; fordította: Nagy Dénes (Kislégi Nagy Dénes)                                        |            |                                        |
| 260.      | 1932      | Mulholland, Harald P.            |                              | Éjféli támadás; fordította: Balogh Barna                                                                  | 191        | kaland                                 |
| 261.      | 1932      | Leleszy Béla                     |                              | A gyémántfutók                                                                                            | 190        |                                        |
| 262.      | 1932      | Cézembre, Jacques                |                              | Kísértet az óceánon; fordította: Szekeres Kálmán                                                          | 190        |                                        |
| 263-264.  | 1932-1933 | Faust, Frederick Schiller        | Owen, George Baxter          | A rablókirály – alvilági mérkőzés I-II.; fordította: Margittai György (Görög Imre álneve)                 |            |                                        |
| 265.      | 1933      | Quiroule, Pierre                 |                              | A rejtélyes hat pont; fordította: Tholt Erzsébet (H. Tholt Erzsébet?)                                     | 191        |                                        |
| 266.      | 1933      | Oppenheim, Edward Phillips       | Oppenheim, E. Phillips       | A baljóslatú mosoly; fordította: Fülöp Zsigmond                                                           | 191        |                                        |
| 267-268.  | 1933      | Faust, Frederick Schiller        | Brand, Max                   | Destry leszámol I-II.; fordította: György Tamás                                                           |            |                                        |
| 269-270.  | 1933      | Luke, Allan                      |                              | Hét ékszerész halála I-II.; fordította: Füzessy Zoltán                                                    |            |                                        |
| 271.      | 1933      | Earth, Michael                   |                              | A Blaxland villa rejtélye; fordította: Thurzó Mihály                                                      | 190        |                                        |
| 271/a.    | 1933      | Savage, Juanita                  |                              | Szenvedélyek szigete; fordította: Margittai Szaniszlóné                                                   | 192        |                                        |
| 272.      | 1933      | Plummer, William                 |                              | Dabney tanár különös kalandja; fordította: ifj. Kertész Árpád                                             | 192        |                                        |
| 272a.     | 1933      | Griffiths, Arthur                |                              | A római express rejtélye                                                                                  | 190        |                                        |
| 273.      | 1933      | Romanzieres, Edmond              |                              | A singapoori kettős rejtély; fordította: Ferdinandyné Lengyel Angéla                                      | 192        | bűnügyi, borító Burián László          |
| 273a.     | 1933      | Doyle, Arthur Conan              | Doyle, A. Conan              | A Korosko tragédiája                                                                                      | 190        | hajós                                  |
| 274.      | 1933      | Allan, Luke                      |                              | A negyedik tőr; fordította: Fejes Zsigmond                                                                | 190        | bűnügyi                                |
| 274a. ??? | 1933      | Phillpotts, Eden                 |                              | A szürke szoba                                                                                            | 188        | misztikus                              |
| 275-276.  | 1933      | Wallace, Edgar                   |                              | A nagylábú bandita I-II. (Big foot); fordította: Kosáryné Réz Lola                                        | 192, 192   | bűnügyi                                |
| 277.      | 1933      | Williams, Valentine              |                              | Ki a tettes?; fordította: Kun Miklós                                                                      | 192        |                                        |
| 278.      | 1933      | Smith, Herbert                   |                              | A kastély kísérteties lovagja; fordította: Kubik Ilona                                                    | 192        |                                        |
| 279-280.  | 1933      | Milanesi, Guido                  |                              | Az őserdő titka I-II.; fordította: Gáspár Miklós (Gáspár Margit álneve)                                   |            |                                        |
| 281.      | 1933      | Heller, Frank                    |                              | Hajsza a sikkasztó után; fordította: Balogh Barna                                                         | 191        | bűnügyi                                |
| 282.      | 1933      | Farkas Aladár                    |                              | C. 735. számú rab                                                                                         | 191        |                                        |
| 283-284.  | 1933      | Faust, Frederick Schiller        | Brand, Max                   | Egy veszedelmes ember I-II.; fordította: Füzessy Zoltán                                                   |            |                                        |
| 285.      | 1933      | Aszlányi Károly                  | Hossum, Kirk van             | A bádogkirály leánya                                                                                      | 191        |                                        |
| 286.      | 1933      | Champagne, Maurice               |                              | Kaland a remete szigetén; fordította: Margittai Szaniszlóné                                               | 192        |                                        |
| 287.      | 1933      | Frank, Sidney                    |                              | A halálautó; fordította: Törökné Kovács Hermin                                                            | 192        |                                        |
| 288.      | 1933      | Havas Zsigmond                   | Walls, Spencer               | Az üvegszemű                                                                                              | 191        |                                        |
| 289.      | 1933      | Faust, Frederick Schiller        | Brand, Max                   | A csodarevolver; fordította: Fekete Oszkár                                                                | 192        |                                        |
| 290.      | 1933      | Lambert, Rosa és Dudley          | Lambert, R. D.               | Tragédia a szállóban; fordította: Rády Gitta                                                              | 192        | bűnügyi, borító Hanák József           |
| 291.      | 1933      | Forbes, Rosita                   |                              | A halálfejes lovagok (Cavaliers of death); fordította: György Tamás                                       | 192        |                                        |
| 292-293.  | 1933      | Fletcher, Joseph Smith           | Fletcher, J. S.              | Rejtélyes eset a földalattin I-II.; fordította: Fülöp Zsigmond                                            |            |                                        |
| 294.      | 1933      | Vicenti, G. J.                   |                              | Egy fiatalember, aki nem jön zavarba                                                                      | 192        |                                        |
| 295-296.  | 1933      | Faust, Frederick Schiller        | Brand, Max                   | Vörös Pierre szerencséje I-II.; fordította: ifj. Kertész Árpád                                            |            |                                        |
| 297.      | 1933      | Hintz, Werner E.                 | E. Hintz Werner              | Az éjféli látogató; fordította: Csermely Gyula                                                            | 192        |                                        |
| 298.      | 1933      | Aszlányi Károly                  | Hossum, Kirk van             | Egy boxbajnok kalandjai                                                                                   | 192        |                                        |
| 299.      | 1933      | Vigier, Marcel                   |                              | Petróleumvadászok; fordította: Csillay Kálmán                                                             | 192        |                                        |
| 300.      | 1933      | Keller, Alexander                |                              | Ki a negyedik?; fordította: Rády Gitta                                                                    | 192        |                                        |
| 301-302.  | 1933      | Faust, Frederick Schiller        | Brand, Max                   | A lova bolondja I-II.; fordította: Fodor Zoltán                                                           |            |                                        |
| 303-304.  | 1933      | Hendryx, James Beardsley         | Hendryx, J. B.               | Két tonna arany I-II.; fordította: Fülöp Zsigmond                                                         |            |                                        |
| 305-306.  | 1933      |                                  |                              | |            |                                        |
| 307.      | 1933      | Fletcher, Joseph Smith           | Fletcher, J. S.              | A burmai rubin; fordította: Rády Gitta                                                                    | 190        |                                        |
| 308.      | 1933      | Davidson, Victor Manley          | Davidson, V. M.              | A gyöngyhajó – kaland a kínai tengeren; fordította: Balogh Barna                                          | 192        |                                        |
| 309-310.  | 1933      | Hendryx, James Beardsley         | Hendryx, J. B.               | Doney káplár nyomoz I-II.; fordította: Fülöp Zsigmond                                                     |            |                                        |
| 311.      | 1933      | Jennings, B. M.                  |                              | A jövőbelátó; fordította: Szendrő Nándor                                                                  | 192        |                                        |
| 312.      | 1933      | Aszlányi Károly                  | Hossum, Kirk van             | Az álmos riporter                                                                                         | 192        |                                        |
| 313-314.  | 1933      | Faust, Frederick Schiller        | Brand, Max                   | A revolverhős fia I-II. (Black Jack); fordította: G. A. (Gáspár Artúr szignója)                           | 192, 192   | vadnyugati                             |
| 315.      | 1933      | Barlow, Vernon                   |                              | A zöld sárkány; fordította: Balogh Barna                                                                  | 192        | kaland                                 |
| 316.      | 1933      | Bonneau, Albert                  |                              | A vörös nap fiai; fordította: Tóth Márta (Radnai Márta)                                                   | 192        |                                        |
| 317-318.  | 1933      | Hendryx, James Beardsley         | Hendryx, J. B.               | A csodakutya I-II.; fordította: Fodor Zoltán                                                              | 382        | kaland, borító Hanák József            |
| 319.      | 1934      | Rhein Eduard-Stratz, Heinz       | Rhein-Stratz                 | Tragédia a léghajóban; fordította: Rády Gitta                                                             | 192        |                                        |
| 320.      | 1934      | Bretschneider, Karl              | Bretschneider, K.            | Váratlan fordulat; fordította: Csermely Gyula                                                             | 192        |                                        |
| 321-322.  | 1934      | Yore, Clement                    | Yore, Clem                   | Egy nagyszerű lovas I-II.; fordította: Rády Gitta                                                         |            |                                        |
| 323-324.  | 1934      | Faust, Frederick Schiller        | Brand, Max                   | Óriások párbaja I-II.; fordította: V. A. (Gáspár Margit szignója)                                         |            |                                        |
| 325.      | 1934      | Krasnitz, Paul                   |                              | Fejjel a falnak; fordította: Várpalánkai Klimkó Lászlóné                                                  | 192        |                                        |
| 326.      | 1934      | Hyne, Charles John               | Hyne                         | Kettle kapitány kalandjai; fordította: Kosáryné Réz Lola                                                  | 190        | hajós, kaland, borító: Burián László   |
| 327-328.  | 1934      | Fletcher, Joseph Smith           | Fletcher, J. S.              | Hamis nyom I-II.; fordította: Lovik Károly                                                                |            |                                        |
| 329.      | 1934      |                                  |                              | |            |                                        |
| 330.      | 1934      | Marschalkó Lajos                 |                              | A kopó | 192        |                                        |
| 331-332.  | 1934      | Faust, Frederick Schiller        | Brand, Max                   | A halálfejes bika I-II.; fordította: Fodor Zoltán                                                         |            |                                        |
| 333-334.  | 1934      | Christie, Agatha                 |                              | Királyok és kalandorok I-II. (Secret of Chimneys); fordította: M. B. (Gáspár Artúr szignója)              | 380        | bűnügyi, borító Burián László          |
| 335.      | 1934      | Westwell, O.                     |                              | Az óceán foglyai; fordította: Balogh Barna                                                                | 191        | borító Burián László                   |
| 336.      | 1934      | Oppenheim, Edward Phillips       | Oppenheim, E. Phillips       | Egy szörnyű rögeszme; fordította: Balogh Barna                                                            | 191        |                                        |
| 337-338.  | 1934      | Yore, Clement                    | Yore, Clem                   | A hatlövetű vadnyugat I-II.; fordította: György Tamás                                                     | 190, 192   | vadnyugati, borító Burián László       |
| 339-340.  | 1934      | Faust, Frederick Schiller        | Brand, Max                   | Ki az erősebb? I-II.; fordította: Fülöp Zsigmond                                                          | 192, 192   | vadnyugati                             |
| 341.      | 1934      | Kelemen Kálmán                   | Heriford, Clovis             | A rejtélyes örökös; fordította: Kelemen Kálmán                                                            | 192        |                                        |
| 342.      | 1934      | Farkas István                    | Nicoll, N.                   | A csodálatos szobor                                                                                       | 191        |                                        |
| 343.      | 1934      | Shwerin, O.                      |                              | A csúffátett remekmű; fordította: M. S. (Ferdinándy Lászlóné szignója???)                                 | 192        |                                        |
| 344.      | 1934      | Earth, Michael                   |                              | A vörös hegy kalózai; fordította: Földes Mihály                                                           | 192        |                                        |
| 345-346.  | 1934      | Sonin, Ray                       |                              | A titokzatos makk ász I-II.; fordította: ifj. Kertész Árpád                                               |            |                                        |
| 347.      | 1934      | Titus, H                         |                              | Az odvas fa titka; fordította: Telkes Ernő                                                                | 191        | kaland                                 |
| 348.      | 1934      | Rosenhayn, Paul                  | Rosenhayn, P.                | Bűnök hajója; fordította: Kenessey Sándor                                                                 | 192        |                                        |
| 349-350.  | 1934      | Faust, Frederick Schiller        | Brand, Max                   | A banditakirály I-II.; fordította: Görög Imre                                                             |            |                                        |
| 351-352.  | 1934      | Hendryx, James Beardsley         | Hendryx, J. B.               | A Yukon fia mindig megfizet I-II.; fordította: Fülöp Zsigmond                                             |            |                                        |
| 353.      | 1934      | Havas Zsigmond                   | Walls, Spencer               | Aranyzápor                                                                                                | 192        |                                        |
| 354.      | 1934      | Clifford, Paula                  | Clifford, P.                 | Kalózkézen; fordította: K. M. P. (Kún Piroska szignója)                                                   | 190        |                                        |
| 355.      | 1934      | Rocker, Ferry                    |                              | A zöld nyíl; fordította: György Tamás                                                                     | 192        |                                        |
| 356.      | 1934      | Yore, Clement                    | Yore, Clem                   | A kártyás fia; fordította: Kisléghy Kálmán (Kislégi Nagy Dénes álneve)                                    | 192        |                                        |
| 357-358.  | 1934      | Dilnot, George                   | Dilnot, G.                   | Az ezredik eset I-II.; fordította: Rády Gitta                                                             |            |                                        |
| 359-360.  | 1934      | Faust, Frederick Schiller        | Brand, Max                   | A gyáva hős I-II.; fordította: M. B. (Gáspár Margit szignója)                                             |            |                                        |
| 361.      | 1934      | Bolt, Ben                        |                              | A smaragd nyakék; fordította: Telkes Ernő                                                                 | 191        |                                        |
| 362.      | 1934      | Allan, Luke                      |                              | Botrány a klubban; fordította: Margittai Szaniszlóné                                                      | 190        |                                        |
| 363-364.  | 1934      | Hendryx, James Beardsley         | Hendryx, J. B.               | Egy fiatal rendőr kalandjai I-II.; fordította: Fülöp Zsigmond                                             |            |                                        |
| 365.      | 1934      | Vetter, Louis                    |                              | A kék selyemálarc; fordította: Moldoványi Ilonka                                                          | 192        |                                        |
| 366.      | 1934      | Phillips, H. L                   |                              | A park titka; fordította: Fichtner Guidó (Fazekas-Fichtner Guidó)                                         | 192        | bűnügyi, borító Miklós V.              |
| 367-368.  | 1934      | Yore, Clement                    | Yore, Clem                   | A csodaló I-II.; fordította: Fodor Zoltán                                                                 |            |                                        |
| 369.      | 1935      | Truss, Seldon                    |                              | A zsarolók; fordította: Mayné Marczali Erzsi                                                              | 191        |                                        |
| 370.      | 1935      | Barsi Ödön                       | Rodriguez, E. A.             | A láthatatlan íjász                                                                                       | 192        |                                        |
| 371-372.  | 1935      | Faust, Frederick Schiller        | Brand, Max                   | A rablók rablója I-II.; fordította: Tholt Erzsébet (H. Tholt Erzsébet???)                                 |            |                                        |
| 373.      | 1935      | King, Frank                      |                              | A tigris bandája; fordította: Kun M. P. (Kún Piroska)                                                     | 190        |                                        |
| 374.      | 1935      | May, Edgar                       |                              | A fehér méreg; fordította: Kilényi Mária                                                                  | 190        |                                        |
| 375-376.  | 1935      | Goodchild, George                |                              | A fáraó átka I-II.; fordította: M. A. (Gáspár Margit álneve?)                                             |            | kaland                                 |
| 377.      | 1935      | Adams, Herbert                   |                              | Az arany majom; fordította: ifj. Kertész Árpád                                                            | 190        |                                        |
| 378.      | 1935      | Benjamin, Arnold Alexander       | Alexander, Arno              | A titkos gáz; fordította: Margittai Szaniszlóné                                                           | 192        |                                        |
| 379-380.  | 1935      | Hendryx, James Beardsley         | Hendryx, J. B.               | Fehér vagy indián I-II.; fordította: Fülöp Zsigmond                                                       |            |                                        |
| 381.      | 1935      | Ashenhurst, M.                   |                              | A halálsugarak; fordította: György Tamás                                                                  | 192        |                                        |
| 382.      | 1935      | Hain, Paul                       |                              | A kígyótáncosnő; fordította: Turi Antal (Süle Antal álneve?)                                              | 190        | kaland, borító Kertész Miklós          |
| 383-384.  | 1935      | Faust, Frederick Schiller        | Brand, Max                   | A helyettes csendbiztos I-II.; fordította: Fodor Zoltán                                                   | 192, 192   | vadnyugati, borító Burián László       |
| 385.      | 1935      | Hyne Cutcliffe                   |                              | Kettle kapitány újabb kalandjai; fordította: K. R. L. (Kosáryné Réz Lola szignója)                        | 191        |                                        |
| 386.      | 1935      | Bolt, Ben                        |                              | A banda nyomában; fordította: Várady György                                                               | 191        |                                        |
| 387-388.  | 1935      | Yore, Clement                    | Yore, Clem                   | Harcosok völgye I-II. (The valley of grim men); fordította: Balogh Barna                                  | 382        | vadnyugati, borító Szentgyörgyi József |
| 389-390.  | 1935      | Goodchild, George                |                              | Halleluja-sziget I-II.; fordította: Rády Gitta                                                            |            |                                        |
| 391.      | 1935      | Steeman, Stanislas André         | Steeman, André               | A láthatatlan ellenség; fordította: Csermely Gyula                                                        | 190        |                                        |
| 392.      | 1935      | Garai Norbert                    |                              | Mexikói kaland                                                                                            | 192        |                                        |
| 393-394.  | 1935      | Faust, Frederick Schiller        | Brand, Max                   | Két világ száműzöttje I-II.; fordította: M. A. (Gáspár Margit szignója)                                   | 190, 191   | vadnyugati, borító Burián László       |
| 395-396.  | 1935      | McCulley, Johnston               | Culley, J. M.                | A kegyetlen ostor I-II.; fordította: Fodor Zoltán                                                         |            |                                        |
| 397.      | 1935      | King, Frank                      |                              | A zöldarcú; fordította: Kun M. P. (Kún Piroska)                                                           | 192        |                                        |
| 398.      | 1935      | Jenkins, William Fitzgerald      | Jenkins, Will                | A tolvaj csendbiztos; fordította: György Tamás                                                            | 190        |                                        |
| 399-400.  | 1935      | Baron, Peter                     |                              | A vadorzó I-II.; fordította: B. Várady György                                                             |            |                                        |
| 401.      | 1935      |                                  |                              | |            |                                        |
| 402.      | 1935      | Adams, Herbert                   |                              | A hamis végrendelet; fordította: Fekete Oszkár                                                            | 192        |                                        |
| 403-404.  | 1935      | Faust, Frederick Schiller        | Brand, Max                   | A hegyek királya I-II.; fordította: Fodor Zoltán                                                          | 383        | vadnyugati, borító Burián László       |
| 405-406.  | 1935      | McCulley, Johnston               | Culley, J. M.                | Egy megbízható gonosztevő I-II.; fordította: Telkes Ernő                                                  | 382        | vadnyugati, borító Sch. Kovács Kálmán  |
| 407.      | 1935      | Armandy, André                   |                              | A kalóz-sziget kincse; fordította: F. J. (Fóthy János szignója)                                           | 192        |                                        |
| 408.      | 1936      | Hendryx, James Beardsley         | Hendryx, J. B.               | Kaland a fa-uzsorással; fordította: Fülöp Zsigmond                                                        | 192        |                                        |
| 409.      | 1936      | Demel, Edwin                     |                              | A fekete paradicsom madár; fordította: Rády Gitta                                                         | 192        |                                        |
| 410.      | 1936      | Örnulf, Gunnar                   |                              | Az utolsó csíny; fordította: Mezey Dénes                                                                  | 191        |                                        |
| 411-412.  | 1936      | Yore, Clement                    | Yore, Clem                   | A végzetes arany I-II.; fordította: A. V. (Gáspár Margit szignója)                                        | 192        |                                        |
| 413.      | 1936      | Earth, Michael                   |                              | A hegyi fiúk; fordította: Földes Mihály                                                                   | 192        |                                        |
| 414.      | 1936      | Nirshy, G. O.                    |                              | A földalatti pokol; fordította: Ott Gyula                                                                 | 190        |                                        |
| 415-416.  | 1936      | Faust, Frederick Schiller        | Brand, Max                   | Vérbosszú I-II.; fordította: B. G. (Gáspár Margit szignója)                                               | 192        |                                        |
| 417-418.  | 1936      | McCulley, Johnston               | Culley, J. M.                | Embervadászat I-II.; fordította: Fülöp Zsigmond                                                           | 191, 190   | vadnyugati, borító Burián László       |
| 419.      | 1936      | Sykes, F                         |                              | A cserjés titka; fordította: ifj. Kertész Árpád                                                           | 192        |                                        |
| 420.      | 1936      |                                  |                              | |            |                                        |
| 421-422.  | 1936      | King, Frank                      |                              | Izgalmak szigete I-II.; fordította: V. A. (Gáspár Margit szignója)                                        |            |                                        |
| 423.      | 1936      | Demel, Edwin                     |                              | A tigrisember; fordította: Kun M. P. (Kún Piroska)                                                        | 191        |                                        |
| 424.      | 1936      | Vetter, Louis                    |                              | A sarlósok bandája; fordította: H. Tholt Erzsébet                                                         | 192        |                                        |
| 425-426.  | 1936      | Faust, Frederick Schiller        | Brand, Max                   | A vörös ász I-II.; fordította: Balogh Barna                                                               | 192, 192   | vadnyugati, borító Burián László       |
| 427-428.  | 1936      | Seeltzer, Charles Alden          |                              | Ahol nincs törvény I-II.; fordította: Fodor Zoltán                                                        |            |                                        |
| 429.      | 1936      | Cole, H. M.                      |                              | A vén tengerész halála; fordította: György Tamás                                                          | 191        |                                        |
| 430.      | 1936      | Chase, Arthur Minturn            | Chase, M.                    | Szellemidézés a felhőkarcolón; fordította: Margittai Szaniszlóné                                          | 190        |                                        |
| 431-432.  | 1936      | Seltzer, Charles Alden           |                              | A marhatolvajok I-II.; fordította: Telkes Ernő                                                            |            |                                        |
| 433.      | 1936      | Cowing, Sidney                   |                              | Az elrabolt csecsemő; fordította: Rády Gitta                                                              | 192        |                                        |
| 434.      | 1936      | Vernon, George                   |                              | Hajsza a találmányért; fordította: Ferdinándyné Lengyel Angéla                                            | 192        |                                        |
| 435-436.  | 1936      | Faust, Frederick Schiller        | Brand, Max                   | A kínai I-II.; fordította: K. R.                                                                          |            |                                        |
| 437.      | 1936      | Mann, Edward Beverly             | Mann, E. B.                  | Nem azonos...; fordította: Margittai Szaniszlóné                                                          | 192        | vadnyugati, borító Burián László       |
| 438.      | 1936      | Barsi Ödön                       | Rodriguez, E. A.             | A mankós ember                                                                                            | 191        |                                        |
| 439-440.  | 1936      | Seltzer, Charles Alden           |                              | Arizona fia I-II.; fordította: B. Várady György                                                           | 190, 190   | vadnyugati                             |
| 441.      | 1936      | Daiger, Katherine S.             | Daiger, K. S.                | Negyedfokú vallatás; György Tamás                                                                         | 192        |                                        |
| 442.      | 1936      | Corbière, Stéphane               |                              | Az utikosár titka; fordította: Erényi Géza                                                                | 191        | kaland, borító Hanák József            |
| 443-444.  | 1936      | McCulley, Johnston               | Culley, J. M.                | Egy igazi texasi fiú I-II.; fordította: Fülöp Zsigmond                                                    | 382        | vadnyugati                             |
| 445.      | 1936      | Hocking, Anne                    |                              | Az orvos bűne; fordította: Rády Gitta                                                                     | 192        |                                        |
| 446.      | 1936      | Bolt, Ben                        |                              | A rejtélyes hasonmás; fordította: Kun M. P. (Kún Piroska)                                                 | 192        |                                        |
| 447-448.  | 1936      | Hendryx, James Beardsley         | Hendryx, J. B.               | Doney káplár kalandjai I-II.; fordította: Fülöp Zsigmond                                                  |            |                                        |
| 449.      | 1936      | Raine, William MacLeod           | Raine, W. M.                 | A rejtélyes texasi idegen; fordította: Balogh Barna                                                       | 192        | vadnyugati                             |
| 450.      | 1936      | Vetter, Louis                    |                              | Titokzatos merényletek; fordította: Csermely Gyula                                                        | 192        |                                        |
| 451-452.  | 1936      | Faust, Frederick Schiller        | Brand, Max                   | Vér nem válik vízzé I-II.; fordította: M. V. (Gáspár Margit szignója)                                     |            | vadnyugati                             |
| 453.      | 1936      | Hocking, Anne                    |                              | A két vöröshajú; fordította: Rády Gitta                                                                   | 192        |                                        |
| 454.      | 1936      | Prangley, E. W                   |                              | A pontebellói haramiák; fordította: Kilényi Mária                                                         | 192        | kaland                                 |
| 455-456.  | 1936      | McCulley, Johnston               | Culley, J. M.                | Egy „Veszedelem” nevű fiú I-II.; fordította: Fülöp Zsigmond                                               | 384        | vadnyugati, borító Burián László       |
| 457.      | 1936      | Binns, Ottwell                   |                              | A kalózok kincse; fordította: Ferdinandyné Lengyel Angéla                                                 | 192        |                                        |
| 458.      | 1936      | Havas Zsigmond                   | Walls, Spencer               | A bűnös asszony                                                                                           | 191        |                                        |
| 459-460.  | 1936      | Seltzer, Charles Alden           |                              | A csodálatos Pedro I-II.; fordította: Balogh Barna                                                        |            | vadnyugati                             |
| 461.      | 1936      | Kelemen Kálmán                   | Heriford, Clovis             | A megláncolt múmia                                                                                        | 192        |                                        |
| 462.      | 1936      | Robertson, Frank Chester         | Robertson, F.                | Vadnyugati banditák; fordította: Kun M. P. (Kún Piroska)                                                  | 192        | vadnyugati                             |
| 463-464.  | 1936      | Faust, Frederick Schiller        | Brand, Max                   | A bosszúálló I-II.; fordította: B. M. (Gáspár Margit szignója)                                            |            |                                        |
| 465.      | 1936      | Turner, John Victor              | Hume, David                  | A banditakirály; fordította: Rády Gitta                                                                   | 190        |                                        |
| 466.      | 1936      | Cody, Stone                      |                              | Az öt bitang; fordította: Kisléghy Mária (Kislégi Nagy Dénes álneve)                                      | 190        |                                        |
| 467-468.  | 1936      | McCulley, Johnston               | Culley, J. M.                | A holdvilág lovasai I-II.; fordította: Fülöp Zsigmond                                                     | 192, 192   | vadnyugati, borító Szentgyörgyi J.     |
| 469.      | 1936      | Heuer, Hans                      | Heuer, H.                    | Árulás a vadonban; fordította: Csermely Gyula                                                             | 191        |                                        |
| 470.      | 1936      | Turner, John Victor              |                              | A rejtélyes keselyű; fordította: Várady György                                                            | 191        |                                        |
| 471-472.  | 1936      | Seltzer, Charles Alden           |                              | A fölgyújtott szekér I-II.; fordította: Fodor Zoltán                                                      | 382        | vadnyugati, borító Szentgyörgyi József |
| 473.      | 1937      | Gribble, Leonard Reginald        | Gribble, R. L.               | Az utolsó részvény; fordította: Jánoky-Madocsány Sarolta                                                  | 191        |                                        |
| 474.      | 1937      | Wentworth, Patricia              |                              | A szürke álarcos; fordította: Kun M. P. (Kún Piroska)                                                     | 191        |                                        |
| 475-476.  | 1937      | Faust, Frederick Schiller        | Brand, Max                   | A vidám Jack I-II.; fordította: A. S. (Gáspár Margit szignója)                                            |            |                                        |
| 477.      | 1937      | Graeme, Bruce                    |                              | A feketeinges; fordította: Semtei Róbert                                                                  | 192        |                                        |
| 478.      | 1937      | Payne, Stephen                   |                              | A megvadult vadnyugat; fordította: Balogh Barna                                                           | 191        | vadnyugati                             |
| 479-480.  | 1937      | Turner, John Victor              | Hume, David                  | A titokzatos Dell I-II.; fordította: ifj. Kertész Árpád                                                   |            |                                        |
| 481.      | 1937      | Robertson, Frank Chester         | Robertson, Frank C.          | Pusztai haramiák; fordította: Rády Gitta                                                                  | 192        |                                        |
| 482.      | 1937      | Bradbury, R.                     |                              | A levegő ördöge; fordította: Ferdinándyné Lengyel Angéla                                                  | 192        | Borító: Bauer Jenő.                    |
| 483-484.  | 1937      | McCulley, Johnston               | Culley, J. M.                | Egy newyorki lány a vadnyugaton I-II.; fordította: Fodor Zoltán                                           | 192, 192   | vadnyugati                             |
| 485.      | 1937      | McLaren, Jack                    |                              | A kristálykoponya; fordította: Rády Gitta                                                                 | 192        |                                        |
| 486.      | 1937      | Young, R.                        |                              | Revolverropogás; fordította: Fichtner Guidó (Fazekas-Fichtner Guidó)                                      | 190        |                                        |
| 487-488.  | 1937      | Faust, Frederick Schiller        | Brand, Max                   | Saskirály I-II.; fordította: B. F. (Gáspár Margit szignója)                                               |            |                                        |
| 489.      | 1937      | Jackson, Wallace                 |                              | Sötét hatalom; fordította: Turi Antal (Süle Antal álneve???)                                              | 191        |                                        |
| 490.      | 1937      | Roberts, Edgar                   |                              | Bűntény fényes nappal; fordította: Dénes Marcell (Szemerjay-Kovács Dénesné????)                           | 190        |                                        |
| 491-492.  | 1937      | Seltzer, Charles Alden           |                              | A vetélytársak I-II.; fordította: Balogh Barna                                                            |            |                                        |
| 493.      | 1937      | Graeme, Bruce                    |                              | A feketeinges visszatér; fordította: Kun M. P. (Kún Piroska)                                              | 190        | bűnügyi, borító Bauer Jenő             |
| 494.      | 1937      | Pink, Hal                        |                              | A zöld csillag rejtélye (The green triangle mistery); fordította: Giczey Györgyné                         | 192        |                                        |
| 495-496.  | 1937      | Faust, Frederick Schiller        | Brand, Max                   | A láthatatlan diktátor I-II.; fordította: K. E. (Gáspár Margit szignója)                                  |            |                                        |
| 497.      | 1937      | Faust, Frederick Schiller        | Butler, W.                   | Egy vakmerő örökös; fordította: Telkes Ernő                                                               | 191        |                                        |
| 498.      | 1937      | Hendryx, James Beardsley         | Hendryx, J. B.               | Kalandok a sarkvidéken; fordította: Fülöp Zsigmond                                                        | 192        |                                        |
| 499-500.  | 1937      | Seltzer, Charles Alden           |                              | Ki az úr a tanyán? I-II.; fordította: Fodor Zoltán                                                        | 160, 159   | vadnyugati, borító Burián László       |
| 501.      | 1937      | Wentworth, Patricia              |                              | Összeesküvés a föld alatt; fordította: Szántó Miklós                                                      | 159        |                                        |
| 502.      | 1937      | Hewlett, William                 |                              | A vörös karom; fordította: György Tamás                                                                   | 159        |                                        |
| 503-504.  | 1937      | McCulley, Johnston               | Culley, J. M.                | Menekülés I-II.; fordította: Fodor Zoltán                                                                 |            |                                        |
| 505.      | 1937      | Low M. A.                        |                              | A megszökött marslakó; fordította: Früchtl Ede                                                            | 159        |                                        |
| 506.      | 1937      | South, Marshal                   |                              | A félelmetes völgy; fordította: Rády Gitta                                                                | 160        | vadnyugati                             |
| 507-508.  | 1937      | Faust, Frederick Schiller        | Brand, Max                   | A szerelmes revolverhős I-II.; fordította: L. M. (Gáspár Margit szignója)                                 | 320        | vadnyugati, borító Burián László       |
| 509-510.  | 1937      | Rodney, George Bridge            | Rodney, G. B.                | Egy végzetes kártyacsata I-II.; fordította: Fülöp Zsigmond                                                |            |                                        |
| 511.      | 1937      | Rocker, Ferry                    |                              | Az ódon torony titka; fordította: Sebestyén Ede                                                           | 160        | kaland                                 |
| 512.      | 1937      | Robertson, Frank Chester         | Robertson, Frank C.          | Pásztorháború; fordította: Balogh Barna                                                                   | 159        |                                        |
| 513-514.  | 1937      | Taylor, Grant                    |                              | Villám Ryder becsülete I-II.; fordította: Semtei Róbert                                                   |            |                                        |
| 515.      | 1937      | Bullivant, Cecil Henry           | Bullivant, C. H.             | A végzetes erő; fordította: Strobl Éva                                                                    | 158        |                                        |
| 516.      | 1937      | Hardy, Stuart                    |                              | Vadnyugati bosszú; fordította: Kisléghy Mária (Kislégi Nagy Dénes álneve)                                 | 158        | vadnyugati                             |
| 517-518.  | 1937      | Rodney, George Bridge            | Rodney, G. B.                | A titkos aranybánya I-II.; fordította: Fülöp Zsigmond                                                     |            | vadnyugati                             |
| 519.      | 1937      | Stone, Austin                    |                              | A guruló fej; fordította: Telkes Ernő                                                                     | 159        |                                        |
| 520.      | 1937      | Robertson, Frank Chester         | Robertson, Frank C.          | Az ezüstvölgy; fordította: Erős István                                                                    | 158        |                                        |
| 521-522.  | 1937      | McCulley, Johnston               | Culley                       | A vörös bohóc I-II.: A. F. (Gáspár Margit szignója) 1937                                                  | 160, 158   |                                        |
| 523.      | 1937      | Hardy, Stuart                    |                              | A hegyek királya; fordította: Rády Gitta                                                                  | 160        |                                        |
| 524.      | 1937      | Griffin, A. és J.                |                              | A pénz ördöge; fordította: Rády Gitta                                                                     | 159        | romantikus, borító Burián László       |
| 525-526.  | 1937      | Faust, Frederick Schiller        | Brand, Max                   | Villám Jim I-II.; fordította: Gy. L. (Gáspár Margit szignója)                                             |            | vadnyugati                             |
| 527.      | 1938      | Clevely, Hugh                    |                              | Az élőhalott; fordította: ifj. Kertész Árpád                                                              | 160        | kaland                                 |
| 528.      | 1938      | Turner, John Victor              | Hume, David                  | Szemközt a sárkánnyal; fordította: Ferdinándyné Lengyel Angéla                                            | 158        |                                        |
| 529-530.  | 1938      | Seltzer, Charles Alden           |                              | A kormányzó pisztolya I-II.; fordította: Balogh Barna                                                     |            |                                        |
| 531.      | 1938      | Wright, Richard                  |                              | A csodasugarak; fordította: Büky György                                                                   | 160        |                                        |
| 532.      | 1938      | Lucas, Jay                       |                              | A párducok bandája; fordította: Kun M. P. (Kún Piroska)                                                   | 159        |                                        |
| 533-534.  | 1938      | Birney, Hoffman???               | Birney, H.                   | Egy rejtélyes fiatalember I-II.; fordította: Fodor Zoltán                                                 |            | vadnyugati                             |
| 535.      | 1938      | Eberhard, Frederick George       | Frederick Eberhard           | A múmia öröksége; fordította: Rády Gitta                                                                  | 159        |                                        |
| 536.      | 1938      | Romazières, Edmond               |                              | A fekete skorpió; fordította: Csermely Gyula                                                              | 160        |                                        |
| 537-538.  | 1938      | Rodney, George Bridge            | Rodney, G. B.                | Egy revolvernélküli fiú I-II.; fordította: B. M. (Gáspár Margit szignója)                                 |            |                                        |
| 539.      | 1938      | Urban, Ralf                      |                              | Két halott titka; fordította: G. Gy. (Gergely Győző)                                                      | 160        |                                        |
| 540.      | 1938      | Armstrong, Anthony               |                              | Hajsza a festményért; fordította: Szentgáli Antal                                                         | 160        |                                        |
| 541-542.  | 1938      | Woods, Clee                      |                              | Texasi nehéz fiúk I-II.; fordította: Kun M. P. (Kún Piroska)                                              |            | vadnyugati                             |
| 543.      | 1938      | Crowley, Michael                 |                              | A patkóvölgy haramiái; fordította: Dr. F. G. (Fazekas-Fichtner Guidó szignója)                            | 158        | vadnyugati, borító Bauer Jenő          |
| 544.      | 1938      | Goodchild, George                |                              | Hajótöröttek; fordította: Dénes Marcell (Szemerjay-Kovács Dénesné???)                                     | 160        |                                        |
| 545-546.  | 1938      | Faust, Frederick Schiller        | Brand, Max                   | Vér és arany I-II.; fordította: M. L. (Gáspár Margit szignója)                                            |            |                                        |
| 547.      | 1938      | Mills, Arthur Hobart             | Mills, Arthur                | A fekete törzsfőnök; fordította: Rády Gitta                                                               | 160        |                                        |
| 548.      | 1938      | Webb, Steven                     |                              | Banditahadjárat; fordította: Rády Gitta                                                                   | 160        |                                        |
| 549-550.  | 1938      | Raine, William MacLeod           | Raine, W. M.                 | Ki volt a vonatrabló? I-II.                                                                               |            |                                        |
| 551.      | 1938      | Moore, Amos                      |                              | Egy fiatal revolverművész; fordította: Balogh Barna                                                       | 158        |                                        |
| 552.      | 1938      | Havas Zsigmond                   | Walls, Spencer               | Az áruház kísértete                                                                                       | 160        |                                        |
| 553-554.  | 1938      | Rodney, George Bridge            | Rodney, G. B.                | Kalandok a nagy szakadékban I-II.; fordította: Fodor Zoltán                                               |            |                                        |
| 555-556.  | 1938      | Faust, Frederick Schiller        | Brand, Max                   | A bizalmi ember I-II.; fordította: A. V. (Gáspár Margit szignója)                                         | 317        | vadnyugat, borító Burián László        |
| 557.      | 1938      | Richardson, Gladwell             | Clarkson, Ormand             | A gyorskezű kölyök; fordította: Wiesner Juliska                                                           | 159        |                                        |
| 558.      | 1938      | Packard, Frank Lucius Lucius     | Packard, Frank               | A rejtekajtó; fordította: Tábori Pál                                                                      | 160        |                                        |
| 559-560.  | 1938      | Winslowe, J. R                   |                              | Új csendbiztos a Kispokolban I-II.; fordította: Fülöp Zsigmond                                            |            |                                        |
| 561.      | 1938      | Romazières, Edmond               |                              | A Marubalok vére; fordította: Csermely Gyula                                                              | 158        |                                        |
| 562.      | 1938      | Carder, Leigh                    | Carder, L.                   | A Bagoly rendet csinál; fordította: Semtei Róbert                                                         | 160        |                                        |
| 563-564.  | 1938      | Seltzer, Charles Alden           |                              | A tűzevő Trevison I-II.; fordította: Ferdinándyné Lengyel Angéla                                          |            |                                        |
| 565.      | 1938      | Conrard, Harrison                |                              | Az aranyhegyek kincse; fordította: Balogh Barna                                                           | 159        |                                        |
| 566.      | 1938      | Mills, Woosnam                   |                              | Gyermekrablás; fordította: Kun M. P. (Kún Piroska)                                                        | 160        |                                        |
| 567-568.  | 1938      | Hardy, Stuart                    |                              | A rabló négy fia I-II.; fordította: Fodor Zoltán                                                          | 158, 160   | vadnyugati, borító Burián László       |
| 569-570.  | 1938      | Faust, Frederick Schiller        | Brand, Max                   | Gavallér revolverhősök I-II.; fordította: S. M (Gáspár Margit szignója)                                   |            |                                        |
| 571.      | 1938      | Joscelyn, Archie                 |                              | Viharvölgy királya; fordította: Rády Gitta                                                                | 158        |                                        |
| 572.      | 1938      | Muir, Augustus                   |                              | Ördögálarc; fordította: Ferdinándyné Lengyel Angéla                                                       | 158        |                                        |
| 573-574.  | 1938      | Armstrong, Anthony               |                              | A fekete király bandája I-II.; fordította: Rády Gitta                                                     |            |                                        |
| 575.      | 1938      | Wright, Richard                  |                              | A csiu-csiangi pokol; fordította: Büky György                                                             | 159        |                                        |
| 576.      | 1938      | Gooden, Arthur Henry             | Gooden, A. H.                | Keselyűk keringenek; fordította: György Tamás                                                             | 160        |                                        |
| 577-578.  | 1938      | Seltzer, Charles Alden           |                              | A jóbarát bűne I-II.; fordította: Fodor Zoltán                                                            | 319        | vadnyugati, borító Burián László       |
| 579.      | 1939      | Friend, Oscar Jerome             | Friend, Oscar                | A rejtélyes párduc; fordította: F. G. (Fazekas-Fichtner Guidó szignója)                                   | 160        |                                        |
| 580.      | 1939      | Armstrong, Anthony               |                              | A titkos kém; fordította: Péter Pál (Szemerjay-Kovács Dénesné)                                            | 158        | kémtörténet                            |
| 581-582.  | 1939      | Lomax, Bliss                     |                              | Az arany koponyák völgye I-II.; fordította: Balogh Barna                                                  | 320        | vadnyugati, borító Burián László       |
| 583.      | 1939      | Jones, Pete                      |                              | Revolverpajtások; fordította: Erős István                                                                 | 159        |                                        |
| 584.      | 1939      | Muir, Augustus                   |                              | A vörösszegfűs kémnő; fordította: Kisléghy Mária (Kislégi Nagy Dénes álneve)                              | 159        | kémtörténet                            |
| 585-586.  | 1939      | Faust, Frederick Schiller        | Brand, Max                   | Revolverek zenéje I-II.; fordította: A. N. (Gáspár Margit szignója)                                       |            |                                        |
| 587.      | 1939      | Gray, Wilburn Westmoreland       | Gray, W.                     | Zsarol az intéző; fordította: Kun M. P. (Kún Piroska)                                                     | 160        |                                        |
| 588.      | 1939      | Bassett, John Keith              |                              | Dörög a fegyver; fordította: Semtei Róbert                                                                | 160        |                                        |
| 589-590.  | 1939      |                                  |                              | |            |                                        |
| 591.      | 1939      | Jenkins, William Fitzgerald      | Jenkins, Will                | A kivert bika visszatér; fordította: Telkes Ernő                                                          | 158        |                                        |
| 592.      | 1939      | Rubel J. H.                      |                              | Tehenészháború; fordította: Balogh Barna                                                                  | 158        | vadnyugati                             |
| 593-594.  | 1939      | Robertson, Frank Chester         | Crane, Robert                | A puszta réme I-II.; fordította: Fodor Zoltán                                                             | vadnyugati |                                        |
| 595.      | 1939      | Robertson, Frank Chester         | Crane, Robert                | A Farrel fiú harcol; fordította: Rády Gitta                                                               | 157        | vadnyugati                             |
| 596.      | 1939      | Kriz, Hugo Maria                 | Kritz, Hugo M.               | Georgia titka; fordította: Csermely Gyula                                                                 | 159        |                                        |
| 597-598.  | 1939      | Holmes, Llewellyn Perry          | Holmes, L. P.                | A puszta üldözöttje I-II.; fordította: Fodor Zoltán                                                       | 319        | vadnyugati, borító Burián László       |
| 599.      | 1939      |                                  |                              | |            |                                        |
| 600.      | 1939      | Richardson, Gladwell             |                              | Akasztófavirágok; fordította: Rády Gitta                                                                  | 160        |                                        |
| 601-602.  | 1939      | Marshall, James                  |                              | A revolver törvénye I-II.; fordította: Fodor Zoltán                                                       | 158, 158   | vadnyugati, borító Burián László       |
| 603.      | 1939      | Snow, Charles Horace             | Snow, Charles H.             | Terry két pisztolya; fordította: Balogh Barna                                                             | 160        | vadnyugati                             |
| 604.      | 1939      | Hilton, Francis W.               |                              | A megkerült puszta; fordította: György Tamás                                                              | 159        |                                        |
| 605-606.  | 1939      | McCulley, Johnston               | Culley, J. M.                | A csuklyás betörő I-II.; fordította: ifj. Kertész Árpád                                                   | 160, 158   | bűnügyi, borító Burián László          |
| 607.      | 1939      | Craig, Thurlow                   |                              | Szerelem és lőporfüst; fordította: Rády Gitta                                                             | 160        |                                        |
| 608.      | 1939      | Marshall, James                  |                              | Délibáb a vadnyugaton; fordította: Rády Gitta                                                             | 160        | vadnyugati                             |
| 609-610.  | 1939      | Hardy, Stuart                    |                              | Bajok Texasban I-II.; fordította: Fodor Zoltán                                                            |            | vadnyugati                             |
| 611.      | 1939      | Rister, Claude                   |                              | Zsiványok paradicsoma; fordította: Margittai György (Görög Imre álneve)                                   | 160        |                                        |
| 612.      | 1939      | Bridges, Victor                  |                              | A zöld sziget (Greensea Island a mystery of the Essex coast); fordította: H. Tholt Erzsébet               | 160        |                                        |
| 613-616.  | 1939      | Faust, Frederick Schiller        | Brand, Max                   | Élve vagy holtan I-IV.; fordította: Fülöp Zsigmond                                                        |            |                                        |
| 617-618.  | 1939      | Henderson, George C.             | Henderson, G. C.             | Harminc erős vigyázó; fordította: Erős Iván                                                               |            |                                        |
| 619-620.  | 1939      | Robertson, Frank Chester         | Robertson, Frank C.          | Lázító a pusztán I-II.; fordította: Rády Gitta                                                            |            |                                        |
| 621-624.  | 1939      | Woods, Clee                      |                              | Hét harcos fiú I-IV.; fordította: Semtei Róbert                                                           |            |                                        |
| 625-626.  | 1939      | Robertson, Frank Chester         | Robertson, Frank C.          | Fehér vagy indián? I-II.; fordította: Rády Gitta                                                          |            |                                        |
| 627-628.  | 1939      | Cody, Stone                      |                              | A félelmetes farkas I-II.; fordította: György Tamás                                                       |            |                                        |
| 629-630.  | 1940      | Hamlin, John                     |                              | Kaland a lávamezőn I-II.; fordította: Erős István                                                         |            | vadnyugati                             |
| 631-632.  | 1940      | Richardson, Gladwell             | Clarkson, Ormand             | Harc mindhalálig I-II.; fordította: Rády Gitta                                                            | 80, 76     | vadnyugati                             |
| 633-634.  | 1940      | Hintz, Werner E.                 | Hintz, W. E.                 | Kié a 100.000 dollár? I-II.; fordította: Szegedy Istvánné                                                 |            |                                        |
| 635-636.  | 1940      | Drago, Harry Sinclair            | Ermine, Will                 | A farkasok törvénye I-II.; fordította: Várady György                                                      |            |                                        |
| 637-638.  | 1940      | Faust, Frederick Schiller        | Brand, Max                   | A harcos bolond I-II.; fordította: ?                                                                      |            |                                        |
| 639.      | 1940      | György László                    | Crabbe, Donald               | Mark Osgood öröksége                                                                                      | 79         |                                        |
| 640-641.  | 1940      | Havas Zsigmond                   | Astor, Anthony               | Az ördög fia I-II.                                                                                        |            |                                        |
| 642.      | 1940      | Mills, Diana                     |                              | A színpad leánya                                                                                          | 80         |                                        |
| 643-644.  | 1940      | Travers, Stephen                 |                              | A közlegény I-II.                                                                                         |            |                                        |
| 645.      | 1940      | Dósáné Keller Erzsébet           | Wimpell, Eddie               | Ki az álarcos?                                                                                            | 79         |                                        |
| 646-647.  | 1940      | Strange, Oliver                  |                              | Villám Jim I-II.; fordította: Balogh Barna                                                                | 79, 76     | vadnyugati                             |
| 648.      | 1940      | Szenthe Pál                      | Austin, A. P.                | A vörös pokol                                                                                             | 80         |                                        |
| 649-650.  | 1940      | Faust, Frederick Schiller        | Brand, Max                   | Márványarc I-II.; fordította: Gáspár Margit                                                               |            |                                        |
| 651.      | 1940      | György László                    | Crabbe, Donald               | Gyilkosság Flatford Millben                                                                               | 80         |                                        |
| 652-653.  | 1940      | Sander, C. W.                    |                              | Feketevérűek I-II.                                                                                        | 80, 77     |                                        |
| 654.      | 1940      | Varga Károly                     | Muir, E. W.                  | Lázadás Nepálban                                                                                          | 80         |                                        |
| 655-656.  | 1940      | Horton, Robert                   |                              | A jótkívánó I-II.; fordította: Rády Gitta                                                                 |            |                                        |
| 657.      | 1940      | Dósáné Keller Erzsébet           | Collier, Joe                 | A vas ura                                                                                                 | 79         |                                        |
| 658-659.  | 1940      | Faust, Frederick Schiller        | Brand, Max                   | A keményöklű cowboy I-II.; fordította: Gáspár Margit                                                      |            | vadnyugati                             |
| 660.      | 1940      | T. Thury Zoltán                  | Harring, G. Th.              | Harc Doloresért                                                                                           | 80         |                                        |
| 661.      | 1940      | Mc Lork, Bert????                |                              | Utolsó figyelmeztetés                                                                                     | 78         |                                        |
| 662.      | 1940      | György László                    | Crabbe, Donald               | Wharton bosszút áll                                                                                       | 80         |                                        |
| 663.      | 1940      | Szenthe Pál                      | Austin, A. P.                | Az éjféli párbaj                                                                                          | 80         |                                        |
| 664-665.  | 1940      | Hayes, Timothy                   |                              | A kecsketanya királya I-II.; fordította: Rády Gitta                                                       |            |                                        |
| 666.      | 1940      | Varga Károly                     | Muir, E. W.                  | A különös gyilkosság                                                                                      | 79         |                                        |
| 667-668.  | 1940      | Denver, Bardwell                 |                              | Megtorlás I-II.                                                                                           |            |                                        |
| 669.      | 1940      | Szabad Lajos                     | Walls, Owen                  | A saskeselyűk bandája                                                                                     | 79         |                                        |
| 670-671.  | 1940      | Perkins, Kenneth                 |                              | A csillagos homlokú ló I-II.; fordította: Fülöp Zsigmond                                                  |            |                                        |
| 672.      | 1940      | Bruns, Byrd                      |                              | A koronatanú                                                                                              | 80         |                                        |
| 673-674.  | 1940      | Young, Gordon Ray                | Young, Gordon                | Red, a banditák ostora I-II.; fordította: Rády Gitta                                                      |            |                                        |
| 675.      | 1940      | Rider, Earl                      | Rider, Earl M.               | Kísértet a hajón                                                                                          | 79         |                                        |
| 676-677.  | 1940      | Paradise, Viola I.               | Paradise, Viola              | A lány, aki kacagva halt meg I-II. (Girl died laughing); fordította: Fülöp Zsigmond                       |            |                                        |
| 678.      | 1940      | Varga Károly                     | Muir, E. W.                  | Életre-halálra                                                                                            | 78         |                                        |
| 679-680.  | 1940      | Ricemond, A. B.                  |                              | A vadember I-II.; fordította: Rády Gitta                                                                  |            |                                        |
| 681.      | 1940      | T. Thury Zoltán                  | Harring, G. Th.              | A málészájú                                                                                               | 80         |                                        |
| 682-683.  | 1941      | Lesueur, I. L                    |                              | A Morlay kastély titka I-II.; fordította: Siklóssy László                                                 |            |                                        |
| 684.      | 1941      | Komáromi Zoltán                  | Maxbell, Z. I.               | A három és fél cowboyok társasága                                                                         | 80         | vadnyugati                             |
| 685-686.  | 1941      | Rubel, James Lytton              | Rubel, James L.              | A vörös vadmacska I-II.; fordította: Fülöp Zsigmond                                                       |            |                                        |
| 687.      | 1941      | György László                    | Crabbe, Donald               | A véresarcú kisértet                                                                                      | 80         |                                        |
| 688-689.  | 1941      | Gill, Tom                        | Rubel, James L.              | A trópus kincse I-II.                                                                                     |            |                                        |
| 690.      | 1941      | Bower, B. M                      |                              | A dörgő madár                                                                                             | 80         |                                        |
| 691-692.  | 1941      | Snow, Charles Horace             | Snow, Charles H.             | Lányrablás vadnyugaton I-II.; fordította: Fülöp Zsigmond                                                  |            | vadnyugati                             |
| 693.      | 1941      | Komáromi Zoltán                  | Potte, Charles               | Az eladott helyőrség                                                                                      | 79         |                                        |
| 694-695.  | 1941      | Richardson, Gladwell             | Clarkson, Ormand             | A skorpió I-II. (The scorpion);                                                                           |            |                                        |
| 696.      | 1941      | Komáromi Zoltán                  | Maxbell, Z. I.               | A „halálmadár”                                                                                            | 80         |                                        |
| 697-698.  | 1941      | Milne, George Parker             | Milne, G. P.                 | Fekete Tom I-II.; fordította: Fülöp Zsigmond                                                              |            |                                        |
| 699.      | 1941      | Erdődy Mihály                    | Forest, Donald Y.            | Kolorádó vadrózsája                                                                                       | 80         |                                        |
| 700-701.  | 1941      | Metcalf, George                  |                              | A lovas csavargó I-II.; fordította: Fülöp Zsigmond                                                        |            |                                        |
| 702.      | 1941      | Havas Zsigmond                   | Walls, Spencer               | A zöld csipke titka                                                                                       | 80         |                                        |
| 703-704.  | 1941      | Tarr Szilvia Irén                | O'Tarry, Ralph               | A Lindsay-farm titka I-II.                                                                                |            |                                        |
| 705.      | 1941      | Magyar Tibor                     | Percy, Hugh                  | Az indiánföld banditái                                                                                    | 80         |                                        |
| 706-707.  | 1941      | Gill, Tom                        |                              | A sárga rém I-II.; fordította: Várady György                                                              |            |                                        |
| 708.      | 1941      | Komáromi Zoltán                  | Maxbell, Z. I.               | Embervadászat Delbon-Cityben                                                                              | 80         |                                        |
| 709-710.  | 1941      | Magyar Tibor                     | Percy, Hugh                  | Egy – mindenki ellen I-II.                                                                                |            |                                        |
| 711.      | 1941      | Pálmay Zoltán                    | May, Z. P.                   | Dinamit Bill szerelme                                                                                     | 80         |                                        |
| 712-713.  | 1941      | Lehman, Evan P.                  |                              | A rabló fia I-II.; fordította: Semtei Róbert                                                              |            |                                        |
| 714.      | 1941      | Komáromi Zoltán                  | Maxbell, Z. I.               | Az ördögszakadék kincse                                                                                   | 80         |                                        |
| 715-716.  | 1941      | Mann, Edward Beverly             | Mann, E. B.                  | Az árnyék I-II.; fordította: Krisztinkovich Mária                                                         |            |                                        |
| 717.      | 1941      | Moly Tamás                       | Roy, Clement                 | Harc a színfalak mögött                                                                                   | 80         |                                        |
| 718-719.  | 1941      | Faust, Frederick Schiller        | Brand, Max                   | A mexikói fiú I-II.; fordította: Siklóssy László                                                          |            |                                        |
| 720.      | 1941      | Szalay László                    | Salley, M.                   | Az oráni rejtély                                                                                          | 80         |                                        |
| 721-722.  | 1941      | Miller, Tevis                    |                              | Patkányfészek I-II.; fordította: Várady György                                                            |            |                                        |
| 723.      | 1942      | Magyar Tibor                     | Percy, Hugh                  | A halál torkában                                                                                          | 80         |                                        |
| 724.      | 1942      | Gál László                       | Leurisse, Charles            | A fehér királynő elrablása                                                                                | 80         |                                        |
| 725.      | 1942      | Magyar Tibor                     | Percy, Hugh                  | Az aranyvidék banditái                                                                                    | 78         |                                        |
| 726.      | 1942      | Hamvas H. Sándor                 | Aldan, Anthony               | A kétarcú cowboy                                                                                          | 80         | vadnyugati                             |
| 727-728.  | 1942      | Rhode, John                      |                              | Gyilkosság a Praed-utcában I-II.; fordította: Várady György                                               |            | bűnügyi                                |
| 729.      | 1942      | Tarr Szilvia Irén                | O'Tarry, Ralph               | Az oázis-erőd titka                                                                                       | 80         |                                        |
| 730.      | 1942      | Hutton, James Oliver             |                              | Brenda, a seriff; fordította: S. Bokor Malvin                                                             | 80         | vadnyugati                             |
| 731-732.  | 1942      | Gardner, Erle Stanley            | Kenny, Charles J.            | Nőrablással kezdődik I-II.; fordította: Siklóssy János                                                    |            |                                        |